# إيناكي ألونسو
إيناكي ألونسو (بالإسبانية: Iñaki Alonso)‏ هو مدرب كرة قدم ولاعب كرة قدم إسباني، ولد في 7 أغسطس 1968 في دورانغو في إسبانيا. لعب مع نادي كومبوستيلا.